# Diecezja Zachodu
Diecezja Zachodu – jedna z 11 terytorialnych jednostek administracyjnych Kościoła Prawosławnego w Ameryce. Jej obecnym zwierzchnikiem jest arcybiskup San Francisco i Zachodu Beniamin (Peterson), zaś funkcję katedry pełni Sobór Trójcy Świętej w San Francisco. Diecezja obejmuje stany Arizona, Kalifornia, Kolorado, Montana, Hawaje, Nevada, Oregon i częściowo Waszyngton.  
Do lipca 2010 diecezja posiadała również Rosyjski dekanat misyjny San Francisco, który został zlikwidowany decyzją Synodu.
Łącznie na terenie diecezji funkcjonuje 56 parafii i placówek misyjnych. Ponadto biskupowi Zachodu podlegają monastery: św. Jana z Szanghaju i San Francisco w Manton (męski), św. Barbary w Santa Paula, Zaśnięcia Matki Bożej w Calistoga, Opieki Matki Bożej w Lake George (żeńskie) oraz żeński skit Kazańskiej Ikony Matki Bożej w Santa Rosa. 

## Dekanaty
Diecezja dzieli się na cztery dekanaty i 1 okręg misyjny:
- Okręg Misyjny
- Dekanat środkowego Pacyfiku
- Dekanat północno-zachodniego Pacyfiku
- Dekanat południowo-zachodniego Pacyfiku
- Dekanat Gór Skalistych.

## Biskupi
- Apolinary (Koszewoj) (1926 – 1 lutego 1927)
- Aleksy (Pantielejew) (6 lutego 1927 – 1931)
- Teofil (Paszkowski) (1931 – 27 czerwca 1950)
- Jan (Szachowskoj) (1950–1974)
- Włodzimierz (Nagosski) (1974 – lipiec 1975)
- Herman (Swaiko) (1975), locum tenens
- Jan (Szachowskoj) (1975–1979)
- Dymitr (Royster) (1979–1980), locum tenens
- Bazyli (Rodzianko) (10 listopada 1980 – 25 kwietnia 1984)
- Borys (Geeza) (1984–1987), locum tenens
- Hiob (Osacky) (1987), locum tenens
- Tichon (Fitzgerald) (30 maja 1987 – 14 listopada 2006)
- Herman (Swaiko) (14 listopada 2006 – 20 marca 2007), locum tenens
- Beniamin (Peterson) (od 20 marca 2007)